# Гереш Роман Сергійович
Роман Сергійович Гереш (нар. 14 жовтня 2005, с. Роля, Жмеринський район, Вінницька область, Україна) — український футболіст, центральний нападник київського «Лівого берега».

## Життєпис
Народився в селі с. Роля Жмеринського району Вінницької області. У ДЮФЛУ з 2018 по 2022 рік виступав за ВОДЮСШ (Вінниця) та «УФК-Карпати» (Львів).
28 листопада 2022 року підписав контракт з польською «Шлензою». У футболці вроцлавського клубу дебютував 5 березня 2023 року в переможному (2:0) виїзному поєдинку 18-го туру 3-ї групи Третьої ліги Польщі проти резервної команди «Гурника» (Забже). Роман вийшов на поле на 72-й хвилині. Першим голом у дорослому футболі відзначився 2 березня 2024 року на 20-й хвилині програного (2:3) домашнього поєдинку 19-го туру 3-ї групи Третьої ліги Польщі проти «Гурника» (Польковице). Роман вийшов на поле в стартовому складі, а на 82-й хвилині його замінив Ігор Ванда. За півтора сезони, проведені в «Шлензі», відзначився 2-ма голами в 13-ти матчах.
На початку вересня 2024 року перейшов до «Лівого берега», де спочатку виступав в юнацькому (U-19) чемпіонату України. Вперше до заявки головної команди потрапив 1 березня 2025 року в переможному (1:0) домашньому поєдинку 19-го туру Прем'єр-ліги України проти одеського «Чорноморця», але просидів усі 90 хвилин на лаві запасних. За дорослу команду столичного колективу відзначився 1 червня 2025 року в програному (0:1) виїзному поєдинку плей-оф за право виходу до УПЛ проти харківського «Металіста 1925». Роман вийшов на поле на 86-й хвилині замість Даниїла Сухоручка.